# The Mole Song: Undercover Agent Reiji
The Mole Song: Undercover Agent Reiji (土竜の唄 潜入捜査官?, REIJI Mogura no uta – Sennyu sosakan: Reiji) è un film del 2014 diretto da Takashi Miike. 
Si tratta dell'adattamento in versione live action della serie seinen manga di Noboru Takahashi intitolata Mogura no uta.
Il film, proiettato in anteprima mondiale nel novembre 2013 al Festival internazionale del film di Roma, vede Tōma Ikuta interpretare il personaggio principale della storia.

## Trama
Reiji, laureatosi all'accademia di polizia, diventa un agente di pubblica sicurezza; viene però poco tempo dopo rimosso dal suo capo a causa di presunte questioni disciplinari. In realtà il giovane agente si trova obbligato dalle circostanze a diventare una "talpa" e muoversi da allora in poi sotto copertura.
Deve cercar di catturare Suho, il boss della gang detta "Sukiyakai"; la banda è il più vasto gruppo criminale operante nell'intera zona del Kantō. Reiji riesce presto anche ad attirar le simpatie di Masaya, capo di uno dei gruppi affiliati alla "Sukiyakai": con questo insperato appoggio cerca d'avvicinarsi sempre più al boss.

## Sequel
Il film ha avuto due seguiti, diretti dallo stesso Takashi Miike e interpretati ancora da Tōma Ikuta: The Mole Song: Hong Kong Capriccio, del 2016, e il successivo The Mole Song: Final, chiusura della trilogia nel 2021.